# Liste von Bauwerken in Karlovy Vary
Die Liste von Bauwerken in Karlovy Vary beinhaltet die bedeutendsten Bauwerke (Kurhäuser, Kolonnaden, Hotels, Villen und öffentliche Gebäude) aus der Zeit von 1700 bis 1975 in Karlsbad. Die aufgeführten Gebäude geben einen Überblick über die Architekturgeschichte dieser Jahre und ihre Architekten (soweit bekannt). Sie führen den Betrachter durch die Architekturstile dieser Zeit, insbesondere den Historismus und Sezessionsstil. Viele dieser Bauten stehen unter Denkmalschutz.

## Liste von Bauwerken in Karlsbad
Bemerkung: DS = unter Denkmalschutz
| Kurhäuser und Kolonnaden |                                                                  |                                                 | |
|                          | Kurhaus I - Kaiserbad (Lázně I - Císařské lázně)                 | Mariánskolázeňská 306/2 (Lage)                  | DS, erbaut 1895 vom Architektenbüro Fellner & Helmer, am Park Karl IV. (karlovyvary.cz) |
|                          | Sprudelkolonnade und Sprudelbadehaus                             | Vřídelní (Lage)                                 | Architekt: Josef Esch, 1830–1831 als Empirebau errichtet, 1878 zur gusseisernen Kolonnade umgebaut, 1939 abgerissen, 1940 provisorische Holz-Kolonnade, Neubau 1975 als Sprudel-Kolonnade pamatkyaprirodakarlovarska.cz (karlovyvary.cz) |
|                          | Kurhaus III (Lázně III)                                          | Mlýnské nábřeží 507/5 (Lage)                    | DS, erbaut 1867, Architekten: Ludwig Renner, Gustav Hain, Eduard Labitzky (1828–1905); mit Fest- und Konzertsaal (karlovyvary.cz) |
|                          | Kurhaus IV (Neues Bad) (Nové Lázně - Lázně IV)                   | Karla IV. 505/1 (Lage)                          | 1878 als Kurhaus errichtet, Architekt: Ludwig Renner, 1996/97 Umbau zum Einkaufszentrum Atrium (pamatkyaprirodakarlovarska.cz) |
|                          | Kurhaus V (Elisabethbad) am Smetana-Park (Lázně V)               | Smetanovy sady 1145/1 (Lage)                    | DS, erbaut 1906 von Franz Drobny (karlovyvary.cz) |
|                          | Ehem. Militärbadehaus (Vojenský lázeňský ústav)                  | Mlýnské nábřeží 574/7 (Lage)                    | DS, erbaut 1852–1855, Architekt: Wenzel Hagenauer, Umbau 1905 und 1920, jetzt Kurhaus Sadový Pramen, Quelle: Parkquelle; Gallus-Hochberger-Büste für den Förderer und Gründer der Kuranstalt Gallus Ritter von Hochberger (1803–1901) (karlovyvary.cz) |
|                          | Parkkolonnade am Dvořák-Park (Sadová kolonáda)                   | Dvořákovy sady (Lage)                           | DS, erbaut 1880/81 vom Karlsbader Baumeister Josef Waldert aus vorgefertigten Gussteilen der Eisenhütte in Blansko (Blanz), Projekt: Fellner & Helmer, 2000–2002 rekonstruiert, Quelle: Schlangenquelle (karlovyvary.cz) |
|                          | Mühlbrunnenkolonnade am Skalnik-Park (Mlýnská kolonáda)          | Mlýnské nábřeží (Lage)                          | DS, erbaut 1871 bis 1881 vom Architekten Josef Zítek, Quellen: Mühlbrunnen, Rusalka-Quelle, Fürst-Wenzel-Quelle, Libussa-Quelle, Felsenquelle (karlovyvary.cz) |
|                          | Marktkolonnade (Tržní kolonáda)                                  | Tržiště (Lage)                                  | DS, erbaut 1883 im Schweizer Stil vom Wiener Architektenbüro Fellner & Helmer, Quellen: Karl IV., Untere Schlossquelle und Marktquelle (karlovyvary.cz) |
|                          | Sprudelkolonnade (Vřídelní kolonáda)                             | Vřídelní (Lage)                                 | erbaut 1969–1975 nach Entwurf des Architekten Jaroslav Otruba, Quelle: Der Sprudel (karlovyvary.cz) |
|                          | Schlossbad - Schlosskolonnade (Zámecké lázně - Zámecká kolonáda) | Zámecký vrch 650/10 bzw. Tržiště 2119/10 (Lage) | DS, erbaut 1910–1912, Architekt: Friedrich Ohmann, Quelle: Unterer Schlossbrunnen und Oberer Schlossbrunnen karlovyvary.cz |
| Hotels und Villen        |                                                                  |                                                 | |
|                          | Grandhotel Pupp                                                  | Mírové náměstí 310/8 (Lage)                     | DS, entstanden aus dem Sächsischen Saal (1701) und dem Böhmischen Saal (1728), ab 1775/1786 unter dem Konditor Johann Georg Pupp (1743–1810) und später unter Julius Pupp zum mondänen Hotel entwickelt, der heutige Neobarockbau stammt aus den Jahren 1905–1907 (karlovyvary.cz) |
|                          | Hotel Imperial                                                   | Libušina 1212/18 (Lage)                         | DS, errichtet 1910–1912 auf dem Helenenhügel, Architekt: Ernest Hébrard (1875–1933), erstes Stahlbeton-Gebäude in Böhmen spa-hotel-imperial.cz (pamatkyaprirodakarlovarska.cz) |
|                          | Parkhotel Richmond                                               | Slovenská 567/3 (Lage)                          | DS, errichtet 1932 durch den Karlsbader Baumeister Paul Schaufuss, Lage in einem englischen Landschaftspark mit einer Hirschskulptur des Bildhauers August Kiss (pamatkyaprirodakarlovarska.cz) |
|                          | Spa Hotel Thermal                                                | I. P. Pavlova 2001/11 (Lage)                    | erbaut 1967 bis 1976, Architekten: Věra und Vladimír Machonin (karlovyvary.cz) |
|                          | Hotel Romance-Puschkin                                           | Tržiště 384/37 (Lage)                           | DS, urspr. Württemberger Hof, errichtet 1898; Architekt: Karl Haybäck |
|                          | Hotel Felix Zawojski                                             | Tržiště 29/9 (Lage)                             | DS, errichtet 1900 im Jugendstil; Architekt: Karl Haybäck (karlovyvary.cz) |
|                          | Spa Hotel Villa Ritter                                           | Krále Jiřího 991/1 (Westendstrasse) (Lage)      | DS, Villa Ritter (ehem. Kurhaus Brno), errichtet 1897 als Sanatorium für MUDr. Adolf Ritter; Architekt: A. Exter (München) und F. Hessemer (Fassadenprojekt) (slavnevily.cz) |
|                          | Spa Hotel Trocnov                                                | Krále Jiřího 1053/3 (Lage)                      | DS, errichtet 1897–1899 als evangelisches Hospiz auf Anregung des Pfarrers Camillo Feller (1862–1942) |
|                          | Villa Vyšehrad (Villa Hohenburg)                                 | Krále Jiřího 1087/5 (Lage)                      | DS, errichtet 1900/01 im Geiste der Neoromantik; Architekt: Robert Prihoda (1857–1903), jetzt Hotel Smetana-Vyšehrad (slavnevily.cz) |
|                          | Villa Smetana                                                    | Krále Jiřího 1096/7 (Lage)                      | DS, Villa Strunz, errichtet 1899/1900 als privates Sanatorium für den Kurarzt Dr. Wenzel Strunz; Architekt: R. Claus (Erfurt), jetzt Hotel Smetana-Vyšehrad (slavnevily.cz) |
|                          | Villa Becher                                                     | Krále Jiřího 1196/9 (Lage)                      | DS, Villa Johann Gustav Becher (1914), Architekt: Karl Heller, seit 2011 Galerie, Kultur- und Bildungszentrum (slavnevily.cz) |
|                          | Villa Liberty                                                    | Krále Jiřího 1106/10 (Lage)                     | DS, urspr. Villa Watzke, erbaut 1902/03, Architekt: Otto Stainl |
|                          | Grand Hotel Savoy Westend                                        | Petra Velikého 583/16 (Lage)                    | DS, errichtet 1896/97 im Stil französischer Schlossarchitektur, urspr. Sanatorium Thomayer; Architekt: Alfred Bayer (1859–1916). Das jetzige Savoy Westend Resort besteht aus fünf historischen Villen: Villa Artemis (früher Villa Stainl, 1875, Architekt: Konrad Eckl), Villa Rusalka (früher Villa Klemm, 1895–1897 von Alfred Bayer), Villa Carlton (früher Villa Kensington, 1895–1897 von Josef Waldert) und Villa Kleopatra. Gäste im Savoy waren u. a. Schah Musaffer-Eddin 1902 und Tomáš Garrigue Masaryk von 1923 bis 1933 (savoywestend.cz) |
|                          | Villa Artemis                                                    | Petra Velikého 853/8 (Lage)                     | DS, urspr. Villa Stainl, erbaut 1875 im Stil des Palladianismus; Architekt: Konrad Eckl (slavnevily.cz) |
|                          | Hotel Quisisana Palace                                           | Mariánskolázeňská 298/3 (Lage)                  | DS, eklektizistisches Gebäude mit einer fantasievoll gestalteten achtachsigen Fassade mit Loggia |
|                          | Hotel Embassy                                                    | Nová louka 296/21 (Lage)                        | DS, zweistöckiges Gebäude, Fassade mit sechs Fensterachsen und Attika mit Balustrade |
|                          | Königsvilla (Královská vila) (im Bild oben rechts)               | Zámecký vrch 766/30 (Lage)                      | errichtet um 1875, Architekt: Alfred Kirpal (1832–1897) |
|                          | Villa Theresa (im Bild oben links)                               | Zámecký vrch 916/32 (Lage)                      | Villa Theresa (1890), jetzt Villa Tereza, Architekt: Josef Němeček |
|                          | Hotel Palace Bristol                                             | Zámecký vrch 918/34 (Lage)                      | DS, errichtet 1890/91 im Stil der nordischen Renaissance; Architekt: Hans Schidlo |
|                          | Spa Hotel Atlantic                                               | Tržiště 37/23 (Lage)                            | DS, errichtet 1912–1914 in Stahlbeton-Bauweise im Art deco-Stil; Architekt: Alfred Bayer |
|                          | Villa Ahlan                                                      | Sadová 1075/53 (Lage)                           | DS, urspr. Villa Splendid (später Villa Maier), errichtet 1896–1898; Architekt: Robert Příhoda (slavnevily.cz) |
|                          | Haus Olympia                                                     | Divadelní náměstí 43/5 (Lage)                   | DS, spätbarocker Bau, zahlreiche Umbauten, heutiger Bau von 1911–1913; Architekt: J. Kubíček |
|                          | Hotel Pasteur                                                    | Vřídelní 95/25 (Lage)                           | Architekt: Alfred Bayer |
|                          | Villa Lauretta                                                   | Sadová 899/27 (Parkstraße) (Lage)               | Villa Schwab (1881), später Lauretta, benannt nach der Besitzerin Laura Spiegel, Architekt: Josef Slowak |
|                          | Hotel Chopin                                                     | Krále Jiřího 1000/2 (Lage)                      | jetzt Spa Hotel, ehem. Villa von Ludwig Schäffler, Bürgermeister von Karlsbad; Architekten: Fellner & Helmer (1895) (slavnevily.cz) |
|                          | Sanatorium Kriváň                                                | Sadová 360/3 (Lage)                             | urspr. Hotel Kroh (1889), jetzt Hauptgebäude der Gesellschaft Bohemia-lázně AG |
|                          | Hotel Růže (Hotel Rose)                                          | I. P. Pavlova 506/1 (Lage)                      | |
|                          | Petter-Haus (Hotel Petr)                                         | Vřídelní 85/13 (Lage)                           | DS, barockes Fachwerkhaus „Zum Goldenen Ochsen“, erbaut 1706 bis 1709, Umbau 1896 und 1922/23 durch Johann Matusch und Heinrich Johann Vieth, benannt nach dem Pächter Johann Petter (karlovyvary.cz) |
|                          | Hotel Kolonáda (Hotel Kolonnade)                                 | I. P. Pavlova 469/8 (Lage)                      | urspr. Hotel Patria und Hotel Otava |
|                          | Interhotel Central                                               | Divadelní náměstí 253/17 (Lage)                 | |
|                          | Volkshaus (Národní dům)                                          | T. G. Masaryka 1088/24 (Lage)                   | DS, Entwurf: Fellner & Helmer, jetzt Hotel Ambassador (karlovyvary.cz) |
|                          | Lázeňský dům Pomerančovník - Hotel Promenáda                     | Tržiště 381/31 (Lage)                           | DS, urspr. Haus „Zum Pomeranzenbaum“, errichtet nach dem Stadtbrand von 1756, Umbau 1908 durch Ludwig Stainl im neobarocken Stil |
|                          | Hotel Astoria                                                    | Vřídelní 92/21 (Lage)                           | |
|                          | Hotel Ester                                                      | Tržiště 388/43 (Lage)                           | DS, früher Sanatorium Split, urspr. Villa Stadt Bremen, errichtet 1896/97 im Stil der nordischen Renaissance; Architekt: Alfred Bayer |
|                          | Villa Lützow                                                     | stezka Jeana De Carro 542/5 (Lage)              | DS, Villa von Baron August von Lützow (1795–1872), erbaut 1854 von Johann Knoll karlovyvary.cz slavnevily.cz (krasnecesko.cz) |
|                          | Rondell mit Katzenstatue (Rondel se sochou kočky)                | Stezka Jeana de Carro (Lage)                    | DS, Rondell mit Katzenstatue des Berliner Bildhauers August Kiss an der Villa Lützow, errichtet von Baron August von Lützow (1795–1872), aus Protest über die Aufstellung der Statue Karls IV. im benachbarten Park (karlovyvary.cz) |
|                          | Villa Pupp                                                       | Jarní 1235/6 (Lage)                             | DS, (slavnevily.cz) |
|                          | Villa Sankt Georg                                                | Havlíčkova 1370/2 (Lage)                        | DS, errichtet 1932 im OT Drahovice, Bauherr: Julius Srb, Art-Deco-Architektur mit polygonalen Eck-Erkerfenstern, mit Kinderreliefs des Bildhauers Wilhelm Srb-Schloßbauer (1890–1972) (slavnevily.cz) |
|                          | Haus Kabeláč                                                     | Palackého náměstí 1364/5 (Lage)                 | Architekten: Victor Fürth und Ernst Mühlstein, errichtet 1933 |
|                          | Haus Margarethe (Lázeňský dům Margareta)                         | U Imperiálu 1048/2 (Lage)                       | DS, errichtet 1895 im Stil der französischen Neorenaissance |
|                          | Villa Tschaikowski (Vila Čajkowskij Palace)                      | Krále Jiřího 2015/2E (Lage)                     | |
|                          | Villa Weißes Kreuz (Vila Bílý Kříž)                              | Krále Jiřího 1017/2d (Lage)                     | ehem. Militärkurhaus |
|                          | Hotel Zu den Drei Mohren (U tří mouřenínů)                       | Tržiště 377/25 (Lage)                           | DS, urspr. ein Rokoko-Haus, in dem Goethe in den Jahren 1806–1808, 1810–1812 und 1818–1820 wohnte, 1909/10 Umbau im Jugendstil; Architekten: Friedrich Ohmann und F. Heller (karlovyvary.cz) |
|                          | Haus Menuet, ehemaliges Stadthaus                                | Lázeňská 19/1 (Lage)                            | DS, errichtet 1892–1893, Entwurf von Alfred Bayer im Geist der nordischen Neorenaissance, repräsentatives Gebäude in einer urbanistisch exponierten Position |
|                          | Haus Zum Goldenen Schlüssel (Dům U Zlatého klíče)                | Lázeňská 21/3 (Lage)                            | DS, errichtet 1835/36, Umbau zwischen 1889 und 1893 im Stil der Neorenaissance; Architekt: Konrad Eckl, jetzt Museum und Einkaufszentrum |
|                          | Haus Schwarzer Adler (Černý orel)                                | Tržiště 27/5 (Lage)                             | DS, barockes Bürgerhaus von 1704 |
|                          | Haus Olympic (Lázeňský dům Olympic)                              | Zámecký vrch 618/41 (Lage)                      | DS, früher Haus Marx |
|                          | Hotel Esplanade                                                  | Stará louka 374/4 (Lage)                        | 1909/10 errichtet als Deutsches Haus, später Horův dům. Architekt: Alfred Bayer |
|                          | Hotel Elefant                                                    | Stará louka 343/30 (Lage)                       | DS, aus zwei älteren Bauten 1913 vom Architekten J. Vieth errichtet |
|                          | Haus Peter der Große (Lázeňský dům Petr Veliký)                  | Stará louka 338/42 (Lage)                       | DS, 1893/94 entstanden durch Umbau eines barocken Bürgerhauses, in dem Zar Peter der Große wohnte; Architekten: Josef Waldert und Alfred Bayer |
|                          | Hotel Carlsbad Plaza                                             | Mariánskolázeňská 223/25 (Lage)                 | DS, errichtet 1888–1910, Hotel Carlsbad Plaza, bestehend aus vier Gebäuden mit den historischen Namen Rudolfshof, Quirinal, Neapol und Moskau, später Florencie, Dukla und Kyjev, jetzt Sanatorium Florencie, laut Denkmalliste Mariánskolázeňská 479/19; 21; 23 und 25, Architekt: Alfred Bayer (Hotel Neapol) (carlsbad-plaza.com) |
|                          | Restaurant Klein Versailles (Malé Versailles)                    | Křižíkova 420/2 (Lage)                          | DS, 1780 als Sommerrestaurant erbaut, Umbau 1880 (karlovyvary.cz) |
|                          | Waldkuranstalt Jägerhaus (Myslivna)                              | Sovova stezka 470/1 (Lage)                      | urspr. Etablissement Jägerhaus, errichtet 1894, Architekt: Alfred Bayer (1859–1916) |
| Weitere Gebäude          |                                                                  |                                                 | |
|                          | Stadttheater (Divadlo Vítězslava Nezvala)                        | Nová louka 22/1 (Lage)                          | DS, erbaut 1884–1886; Entwurf: Architekturbüro Fellner & Helmer unter Mitarbeit von Alfred Bayer (karlovyvary.cz) |
|                          | Ehem. Sparkasse (Spořitelna)                                     | Divadelní náměstí 243/1 (Lage)                  | DS, erbaut 1904–1906 von Josef Waldert; Architekt: Otto Stainl (karlovyvary.cz) |
|                          | Schlossturm (Zámecká věž)                                        | Zámecký vrch 431/2 (Lage)                       | DS, Rest der gotischen Burg Karls IV. (1564) (karlovyvary.cz) |
|                          | Hauptpostamt                                                     | T. G. Masaryka 559/1 (Lage)                     | DS, errichtet 1903, Architekt: Friedrich Setz (1837–1907), mit vier allegorischen Statuen: Telegraph, Eisenbahnverkehr, Schifffahrt und Briefpost (karlovyvary.cz) |
|                          | Museum Karlsbad                                                  | Nová louka 578/23 (Lage)                        | DS, errichtet 1853 als Bezirksamt, Architekt: Pražák (karlovyvary.cz) |
|                          | Kunst-Galerie                                                    | Goethova stezka 1215/6 (Lage)                   | errichtet 1912 von Friedrich Seitz (karlovyvary.cz) |
|                          | Posthof (Poštovní dvůr)                                          | Slovenská 309/2 (Lage)                          | DS, errichtet 1791 vom Karlsbader Postmeister Josef Korb, mit dem Labitzky-Saal (1791), benannt nach dem Komponisten Joseph Labitzky (1802–1881), und dem Preußischen Saal (1818) (karlovyvary.cz) |
|                          | Ehem. Cafe Freundschaftssaal                                     | Slovenská 477/5 (Lage)                          | Ehem. Cafe Freundschaftssaal (1823), später Restaurant Toscana, war Treffpunkt zahlreicher Kurgäste u. a. Auguste von Hessen, Sigmund Freud und Gustav Stresemann, zerstört |
|                          | Katholische Maria-Magdalenen-Kirche                              | Kostelní náměstí (Lage)                         | DS, erbaut 1737 (pamatkyaprirodakarlovarska.cz) |
|                          | Russisch-orthodoxe Kirche St. Peter und Paul                     | Krále Jiřího 1039/2b (Lage)                     | DS, erbaut 1898 von Gustav Wiedermann (pamatkyaprirodakarlovarska.cz) |
|                          | Ehem. evangelische Kirche St. Peter                              | Mariánskolázeňská 675/4 (Lage)                  | DS, errichtet 1854–1856 als evangelische Kirche, jetzt Kirche der Tschechoslowakischen Hussitischen Kirche (pamatkyaprirodakarlovarska.cz) |
|                          | Ehem. anglikanische Kirche St. Lukas                             | Zámecký vrch (Lage)                             | DS, errichtet 1876/77 von Josef Slowak im neugotischen Stil; Architekt: Oscar Mothes (1828–1903) aus Leipzig pamatkyaprirodakarlovarska.cz (karlovyvary.cz) |
|                          | Ehem. Synagoge                                                   | Sadová (Lage)                                   | errichtet 1875–1877 nach dem Entwurf des Stuttgarter Architekten Adolf Wolff (1832–1885), 1938 zerstört (pamatkyaprirodakarlovarska.cz) |
|                          | Cafe Panorama                                                    | Na Vyhlídce 1118/54 (Lage)                      | |
|                          | Baťa-Geschäftshaus (Obchodní dům Baťa)                           | Vřídelní 82/9 (Lage)                            | DS, Architekt: Antonín Vítek (1930) |
|                          | Markthalle (Městská tržnice)                                     | Horova 1223/1 (Lage)                            | DS, errichtet 1912/13, Architekt: Franz Drobny (pamatkyaprirodakarlovarska.cz) |
|                          | Haus Am Lido                                                     | nábřeží Jana Palacha 1217/32, Koptova (Lage)    | DS, Mietshaus; Architekt: Josef Waldert (1911/12) |
|                          | Haus Mona Lisa                                                   | nábřeží Jana Palacha 1211/34 (Lage)             | DS, Mietshaus; Architekt: Josef Waldert (1911/12) |

Neben den Bauwerken sollen hier auch die wichtigsten Parkanlagen von Karlsbad genannt werden:
- Skalnik-Park, ältester Stadtpark, angelegt 1831 von Wenzel Skalnik (1776–1861) (tschech. „Václav Skalník“), siehe BLKÖ:Skalnik, Wenzel, an der Mühlbrunnenkolonnade gelegen (karlovyvary.cz)
- Dvořák-Park, zwischen dem Hotel Thermal und der Parkkolonnade, angelegt 1878 von Jan Hahmann  (karlovyvary.cz)
- Smetana-Park, angelegt 1906 am Elisabethbad, urspr. Kaiser Franz Joseph-Park (karlovyvary.cz)
- Mozart-Park, ehem. Friedhof der St.-Andreas-Kirche, seit 1913 öffentlicher Park mit zahlreichen Grabmalen (karlovyvary.cz)
- Park Jean de Carro, benannt nach dem Karlsbader Arzt Jean de Carro (1770–1857), angelegt nach 1850 bei der Villa Lützow (karlovyvary.cz)
- Park Karl IV., angelegt 1895 am Kaiserbad (karlovyvary.cz)
- Park am Theaterplatz, angelegt 1912  (karlovyvary.cz)
- Japanischer Zen-Meditationsgarten am Parkhotel Richmond, angelegt 1998 nach dem Entwurf des Gartenarchitekten Kanji Nomura, benannt nach Hana Bälz, der Gattin des deutschen Arztes Erwin von Bälz (1849–1913) karlovyvary.cz

Siehe auch : Liste von Denkmälern und Pavillons im Karlsbader Stadtwald